# Stenomacrus obliquus
Stenomacrus obliquus är en stekelart som beskrevs av Statz 1936. Stenomacrus obliquus ingår i släktet Stenomacrus och familjen brokparasitsteklar. Inga underarter finns listade i Catalogue of Life.